# Danse de la chèvre
Danse de la chèvre H. 39 ist eine Komposition des französisch-schweizerischen Komponisten Arthur Honegger (1892–1955) für Querflöte solo.
Honegger komponierte Danse de la chèvre (deutsch: „Ziegentanz“) für Flöte solo im Jahr 1921 als Bühnenmusik für die Tänzerin Lysana im Stück La Mauvaise Pensée von Sacha Derek. Gewidmet ist es dem Flötisten René Leroy. Die Uraufführung fand am 2. Dezember 1921 im Pariser Nouveau Théâtre statt.
Das etwa dreieinhalb Minuten lange Stück ist dreiteilig angelegt. Der Lent überschriebene Beginn steht im 4/4-Takt und ist durch ein aufsteigendes Motiv aus Tritonus und zwei Quarten geprägt. Den Mittelteil Danse beherrscht ein bockbeinige Ziegensprünge evozierendes Motiv. Er steht im 9/8-Takt und trägt die Tempobezeichnung Vif. In den letzten 5 Takten (Lent, 4/4-Takt) wird das ruhige Eröffnungsmotiv wieder aufgenommen.
1932 wurde das Werk im Verlag Salabert publiziert. Das Originalmanuskript ist nicht mehr erhalten. Danse de la chèvre zählt zu den bekanntesten Solokompositionen des 20. Jahrhunderts für Flöte und wurde dementsprechend häufig eingespielt.